# 우석고등학교
우석고등학교(又石高等學校)는 대한민국 전북특별자치도 전주시 덕진구 여의동2가에 위치한 사립 고등학교이다.

## 학교 연혁
- 1964년 2월 25일 : 학교법인 동산학원(東山學園) 인가
- 1972년 3월 1일 : 동산고등학교(東山高等學校) 개교, 초대 박광문 교장 취임
- 1975년 1월 10일 : 제1회 졸업생 졸업(164명)
- 1984년 3월 1일 : 우석고등학교(又石高等學校)로 교명 변경
- 1989년 7월 25일 : 강당 및 체육관 준공
- 2004년 3월 2일 : 기숙사 훈산관(訓山館) 준공
- 2004년 3월 25일 : 학교법인 훈산학원(訓山學園) 설립
- 2004년 12월 13일 : 유도부 승리관(勝利館) 준공
- 2005년 3월 25일 : 학교법인 훈산학원 이사장 윤여웅 박사 취임
- 2008년 2월 4일 : 강당 및 체육관 개축, 훈정관(訓貞館)으로 명명
- 2009년 10월 31일 : 본관 준공
- 2023년 9월 1일 : 제13대 신인재 교장 취임
- 2024년 1월 26일 : 제50회 249명 졸업(누계 18,615명)
- 2024년 3월 4일 : 신입생 265명 입학
- 2025년 4월 24일 : 학교법인 전북학원 설립인가
- 2025년 4월 26일 : 학교법인 전북학원 김수엽 이사장 취임

## 참고 자료
- 우석고등학교 - 한국교육학술정보원 학교알리미